# Tramlijn Dokkum - Veenwouden
De tramlijn Dokkum - Veenwouden is een voormalige tramlijn in Friesland tussen Dokkum en Veenwouden. 

## Geschiedenis
De lijn werd geopend door de Nederlandsche Tramweg Maatschappij (NTM) op 6 oktober 1880 als paardentram en was hiermee de eerste tramlijn van de NTM. Nadat de tramlijn was verzwaard werd deze vanaf 1926 geëxploiteerd met stoomtrams. Op 17 februari 1947 werd de lijn gesloten en nadien opgebroken.